# SacI
SacI هو إنزيم قاطع معزول مِن بكتيريا المتسلسلة غير المولدة للون.